# Charles Sangster (Dichter)

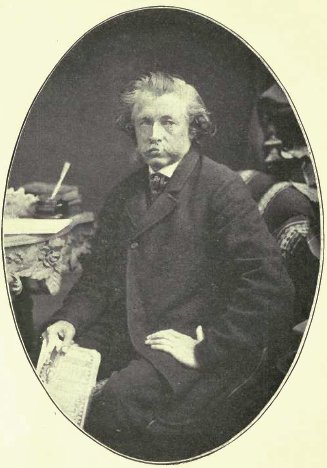
Charles Sangster

Charles Sangster (* 16. Juli 1822 nahe Kingston (Ontario); † 9. Dezember 1893 in Kingston) war ein kanadischer Dichter.

## Leben
Sangster war der Sohn von James Sangster und dessen Frau Ann (geborene Ross). Seine Eltern verließen Prince Edward Island vermutlich zwischen 1802 und 1803. Nach einem Zwischenaufenthalt in Quebec siedelten sie sich 1814 in Kingston an. Sein Vater arbeitete als Tischler oder Schiffszimmermann für eine Marinewerft in Point Frederick und war durch seinen Beruf an den Großen Seen von Hafen zu Hafen ziehen. Er starb als sein Sohn noch keine zwei Jahre alt war. Seine Mutter musste nun allein die fünf Kinder großzuziehen. Sangster besuchte bis 1837 die Schule und musste im Alter von 15. Jahren Geld verdienen, um seine Familie zu unterstützen. Als erste Beschäftigung nahm er eine Stelle in einem Labor von Fort Henry an und stellte Patronen zur Verteidigung des Forts her. Zwei Jahre später wurde er in das Ordnungsbüro der Festung versetzt. Nach zehn Jahren verließ er Kingston und zog 1849 nach Amherstburg. Dort arbeitete einige Monate lang als Herausgeber des wöchentlichen erscheinenden Blattes Courier and Western District Advertiser. In den Jahren 1837 bis 1849 veröffentlichte er (anonym oder unter einem Pseudonym) Gedichte, die er später in The St. Lawrence and the Saguenay veröffentlichte. Nach dem Tod von James Augustus Reeves, des Verlegers und Besitzers des Couriers, kehrte Sangster nach Kingston zurück. Im Jahr 1860 hatte er seine zweite Ehefrau Henrietta Charlotte Meagher geheiratet. 1864 wurde er Reporter bei den Kingston Daily News. 1867 befand er sich in einer schlechten finanziellen Situation und litt zunehmend unter Krankheiten, Depressionen und nervösen Störungen. Am 20. März 1868 wurde er bei der Post in Ottawa angestellt und blieb dort für die nächsten 18 Jahre. 1875 erlitt er einen Nervenzusammenbruch und wurde zum Privatsekretär des stellvertretenden Generalpostmeisters ernannt, um seine Arbeitsbelastung zu verringern und auf seine angeschlagene Gesundheit Rücksicht zu nehmen. Seine Frau starb in der Mitte der 1880er Jahre und er musste die drei Kinder verbliebenen Kinder großziehen. Im März 1886 ließ er sich für ein halbes Jahr beurlauben und zog sich im September aus dem öffentlichen Dienst zurück, um in Kingston zu leben.

## Familie
Sangster stammte von schottischen und irischen Einwanderern ab. Sein Großvater väterlicherseits stammte aus Leith im Fifeshire in Schottland. Dieser war als Soldat nach Amerika gekommen und kämpfte in der Amerikanischen Revolution. Anschließend ließ er sich auf dem Prince Edward Island nieder. Dort heiratete eine Frau aus Irland, mit der er sieben Söhne hatte. Sein Vater Charles Sangster wuchs auf der Insel auf und lernte dort Ann Ross kennen, deren Vater Hugh Ross ebenfalls aus Schottland stammte. Er verfasste das umfangreiches Gedicht The Rebell, dass jedoch nicht veröffentlicht wurde.
Sangster selbst war zweimal verheiratet
- Am 16. September 1856 heiratete er die 21-jährige Mary Kilborn († 18. Januar 1858), sie starb an einer Lungenentzündung.
- 30. Oktober 1860 Henrietta Charlotte Meagher
  - Charlotte Mary (1864–6. April 1868), starb im Alter von 3 Jahren an Diphtherie
  - Florence (* 1868)
  - Gertrude (* 1870)
  - Roderick (* 1879)

## Werke (Auswahl)
- The St Lawrence and the Saguenay, and Other Poems. 1856 (archive.org).
- Hesperus, and other poems and lyrics. 1860 (archive.org).
- Norland Echoes & Other Strains. (posthum)
- The Angel Guest & Other Poems. (posthum)